# روان‌شناسی تاریخی
روان‌شناسی تاریخی یک علم میان رشته می‌باشد که هدف آن مطالعه انگیزه‌های روانی در بافت تاریخی جامعه می‌باشد. روان‌شناسی تاریخی برای رسیدن به این هدف، از تجزیه و تحلیل منشأ عاطفی در رفتار سیاسی اجتماعی گروه‌ها و در بررسی وضعیت دوران کورکی و خانواده در گذشته و در مطالعات انسان‌شناسی می‌باشد.

## سه حوزه مطالعاتی روان‌شناسی تاریخی
۱- بررسی وضعیت دوران کورکی و خانواده در طول تاریخ
۱/۱- بررسی رشد جسمی و عقلی کودک
۱/۲- بررسی رویه‌های تربیتی کودک در طول تاریخ و میزان تأثیر آن بر شکل‌گیری شخصیت آن
۱/۳- بررسی جایگاه اجتماعی کودک در اجتماع در طول تاریخ
۱/۴- بررسی نگاه و نظرات مردم دربارهٔ پدیده کودک آزاری یا اهمال در تربیت کودک در طول تاریخ
۲- بررسی روانی انگیزه‌های رفتاری افراد سرشناس با تکیه بر روش‌های روانکاوانه و شواهد تاریخی
۳- بررسی روانی انگیزه‌های رفتاری جوامع با تکیه بر آنالیز سخنرانی‌های سیاسی، تولیدات رسانه، عناوین روزنامه‌ای و ضرب‌المثل ها

## آثاری دربارهٔ روان‌شناسی تاریخی
تمدن و ملالت‌های آن اثر زیگموند فروید
''روانشناسی جمعی فاشیسم'' اثر ویلهلم رایش
ترس از آزادی از اریش فروم
''شخصیت مستبد'' از تئودور آدورنو